# Palauli
Palauli is een district in Samoa op het eiland Savai'i.
Palauli telt 8984 inwoners op een oppervlakte van 523 km².